# Saxophone Colossus
Saxophone Colossus là một album phòng thu của nhạc công saxophone jazz Sonny Rollins. Album được thu âm ngày 22 tháng 6 năm 1956, với hai nhà sản xuất Bob Weinstock và Rudy Van Gelder tại phòng thu của Gelder ở Hackensack, New Jersey. Rollins dẫn đầu một bộ tứ gồm tay piano Tommy Flanagan, tay bass Doug Watkins, và tay trống Max Roach. Saxophone Colossus được phát hành sau đó bởi Prestige Records, album nhận được nhiều ca ngợi và giúp Rollins trở thành một nghệ sĩ jazz đáng chú ý.
Album gồm năm track. "St. Thomas" là một nhạc khúc ảnh hưởng bởi calypso được theo tên Saint Thomas tại quần đảo Virgin. Bản nhạc này từng được Randy Weston thu âm năm 1955 dưới tên "Fire Down There", nó được ghi do Rollins sáng tác do hãng đĩa muốn nhấn mạnh tên ông. "St. Thomas" trở thành một jazz standard, và đây là phiên bản nổi tiếng nhất.
"You Don't Know What Love Is" được sáng tác bởi Don Raye và Gene de Paul. "Strode Rode" là một bản hard bop uptempo, đánh chú ý do nhạc tố ngắt âm (staccato motif) và một đoạn cộng hưởng ngắn giữa Rollins và Doug Watkins.
"Moritat" là một bản nhạc trong The Threepenny Opera của Bertolt Brecht và Kurt Weill, được biết đến với tên tiếng Anh "Mack the Knife". Cuối cùng, "Blue 7" là một trong những nhạc khúc được ca ngợi nhiều nhất của Rollins và từng là chủ đề cho một bài viết của Gunther Schuller tên "Sonny Rollins and the Challenge of Thematic Improvisation".

## Tiếp nhận
| Đánh giá chuyên môn                 | Đánh giá chuyên môn |
| Nguồn đánh giá                      | Nguồn đánh giá      |
| Nguồn                               | Đánh giá            |
| ----------------------------------- | ------------------- |
| AllMusic                            | [ 3 ]               |
| Down Beat                           | [ 4 ]               |
| MusicHound                          | 5/5                 |
| The Penguin Guide to Jazz           | [ 6 ]               |
| The Rolling Stone Album Guide       | [ 7 ]               |
| The Rolling Stone Jazz Record Guide | [ 8 ]               |

Trong bài đánh giá cho AllMusic, Scott Yanow nghĩ Saxophone Colossus là đĩa nhạc "người ta có thể xem là hay nhất của ông", trong khi nhà âm nhạc học người Đức Peter Niklas Wilson cho rằng nó là "một cột mốc khác trong bộ đĩa nhạc của Rollins, một tác phẩm liên tục được xem là  chef d'oeuvre của ông, và một trong những album jazz kinh điển của mọi thời".

## Danh sách nhạc khúc

### Mặt một
| STT | Nhan đề                       | Sáng tác               | Thời lượng |
| --- | ----------------------------- | ---------------------- | ---------- |
| 1.  | "St. Thomas"                  | Sonny Rollins          | 6:49       |
| 2.  | "You Don't Know What Love Is" | Gene de Paul, Don Raye | 6:30       |
| 3.  | "Strode Rode"                 | Sonny Rollins          | 5:17       |

### Mặt hai
| STT | Nhan đề   | Sáng tác                   | Thời lượng |
| --- | --------- | -------------------------- | ---------- |
| 1.  | "Moritat" | Kurt Weill, Bertolt Brecht | 10:05      |
| 2.  | "Blue 7"  | Sonny Rollins              | 11:17      |

## Thành phần tham gia
- Sonny Rollins — tenor saxophone
- Tommy Flanagan — piano
- Doug Watkins — bass
- Max Roach — trống